# Todd Talbot
Todd  Talbot  (Vancouver, 12 de junho de 1973) é um ator e personalidade de televisão canadense. Ele é mais conhecido por seu trabalho como um dos co-anfitriões de Ame-a ou Deixe-a: Vancouver (Love it or List it: Vancouver, nos EUA e Canadá) que é transmitido pela W Network no Canadá e HGTV nos EUA. Talbot também desempenhou o papel de Matt Walker na novela canadense de adolescentes  Hillside , que foi exibida em  YTV e Nickelodeon.

## Biografia
Nascido em Vancouver, começou sua carreira de ator ao lado de outros canadenses, como Ryan Reynolds, na série de televisão canadense Hillside de 1991 a 1993. Ele então viajou para Inglaterra a fim de estudar atuação, canto e dança. Talbot tem uma paixão pelo teatro ao vivo e se apresentou em todo o mundo. Ele voltou à televisão e filmes e atuou em vários papéis até que foi escolhido para ser co-anfitrião em Love It or List It Vancouver em 2013. Desde março de 2007, ele casou com a cantora e modelo internacional Rebecca Talbot, com quem ele tem um casal de filhos.
Talbot e Jillian Harris foram escolhidos como co-anfitriões de Love It or List It Vancouver. A série estreou em janeiro de 2013. Ele também contribui com blogs on-line para a rede W Network.

## Filmografia
| Ano          | Título                                    | Personagem             | Notas                                                                                 |
| ------------ | ----------------------------------------- | ---------------------- | ------------------------------------------------------------------------------------- |
| 1990         | Hillside (Fifteen: US Title)              | Matt Walker            |                                                                                       |
| 2000         | The Outer Limits                          | Reed Hollingsworth     | 6ª Temporada, Episódio 17: Gettysburg (1 episódio)                                    |
| 2000         | Evireti                                   | Tall Castrato          | Short Film                                                                            |
| 2001         | Sarah Brightman: La Luna- LIVE in Concert | Dançarino              |                                                                                       |
| 2001         | Josie and the Pussycats                   | Fiona's Dancer         |                                                                                       |
| 2001         | Night Visions                             | Private Rasky          | 1ª Temporada, Episódio 3: A View from the Window/Quiet Please                         |
| 2001         | The Swinging Nutcracker                   | Sugar Plum Fairy/Tony  | TV Movie                                                                              |
| 2002         | Dark Angel                                | Paramédico #1          | 2ª Temporada, Episódio 13: Harbor Lights                                              |
| 2002         | Taken                                     | Tony Woodruff          | 1ª Temporada, Episódio 4: Acid Tests                                                  |
| 2003         | Smallville                                | Dr. Trenton            | 2ª Temporada, Episódio 16: Fever                                                      |
| 2005         | Young Blades                              | Father Antoine         | 1ª Temporada, Episódio 8: Coat of Arms 1ª Temporada Episódio 10: The Invincible Sword |
| 2013–present | Love It or List It Vancouver              | Co-Apresentador        | Corretor                                                                              |
| 2014         | Breakfast Television                      | A si próprio           |                                                                                       |
| 2014 e 2015  | Morning News                              | A si próprio           | On Global BC                                                                          |
| 2014         | The Morning Show                          | Apresentador Convidado |                                                                                       |
| 2014         | CTV Morning Live                          | A si próprio           |                                                                                       |
| 2014         | The Marilyn Denis Show                    | A si próprio           |                                                                                       |